# Sublimacja

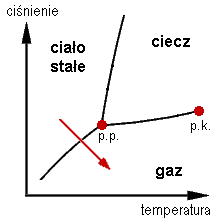
Wykres fazowy z oznaczonym zakresem sublimacji (czerwona strzałka); p.p. – punkt potrójny; p.k. – punkt krytyczny

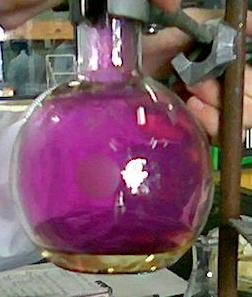
Para sublimującego jodu

Prosty aparat do sublimacji. Zimna woda przepływa przez palec chłodzący, wymuszając kondensację par substancji (resublimację) sublimującej na dnie naczynia.
1 Dopływ wody chłodzącej
2 Odpływ wody chłodzącej
3 Połączenie z pompą próżniową
4 Komora sublimacyjna
5 Resublimowana substancja osadzona na palcu chłodzącym
6 Sublimowana substancja
7 Zewnętrzne źródło ciepła

Sublimacja – przemiana fazowa bezpośredniego przejścia ze stanu stałego w stan gazowy z pominięciem stanu ciekłego. Zjawisko odwrotne do sublimacji to resublimacja.
Po raz pierwszy najdokładniej proces ten opisał nieznany alchemik średniowieczny zwany pseudo-Geberem. W następnych wiekach sublimacja stała się procesem powszechnie stosowanym w laboratoriach chemicznych. Sublimację wykorzystuje się w laboratoriach i w przemyśle do oczyszczania oraz względnie wydzielania z mieszanin jodu, kamfory, salmiaku, naftalenu, antracenu i innych substancji.
Większość związków chemicznych nie sublimuje w temperaturze i przy ciśnieniu zbliżonym do warunków normalnych. Dla danej substancji sublimacja zachodzi w takich warunkach termodynamicznych (ciśnienie i temperatura), w których nie może ona istnieć w formie ciekłej. Warunki te określa ciśnienie punktu potrójnego dla tej substancji. Aby zachodziła sublimacja, ciśnienie parcjalne bezpośrednio nad powierzchnią sublimującego ciała musi być niższe od ciśnienia równowagi dla danej temperatury ciała. Dla ciśnień powyżej ciśnienia równowagi zachodzi resublimacja. Dla temperatur poniżej punktu potrójnego stan równowagi wyznacza zależność ciśnienia sublimacji od temperatury. Ze wzrostem ciśnienia wzrasta temperatura sublimacji, jednak jest ona zawsze niższa od temperatury punktu potrójnego.
Przykładem ciała sublimującego w warunkach normalnych jest suchy lód, czyli zestalony dwutlenek węgla. Jego punkt potrójny wypada przy ciśnieniu 5,1 atm i temperaturze −56,6 °C, zatem blok zamrożonego dwutlenku węgla wystawiony do pomieszczenia, w którym panuje typowe ciśnienie atmosferyczne (ok. 1 atm) i temperatura ok. 20 °C będzie sublimował, a nie topił się. Temperatura sublimacji suchego lodu przy ciśnieniu normalnym jest równa −78 °C. Uzyskanie równowagi między cieczą a gazem dla dwutlenku węgla wymaga uzyskania ciśnienia powyżej 5,1 atm.
Sublimacja jest często wykorzystywana do oczyszczania związków chemicznych, które mają na tyle wysoką temperaturę wrzenia, że ich destylowanie byłoby bardzo kłopotliwe. Ze względu na to, że większość związków organicznych ma punkt potrójny przy ciśnieniu znacznie niższym od ciśnienia atmosferycznego, sublimacja wymaga zwykle stosowania aparatury próżniowej.